# تیسادادا
تیسادادا (به مجاری:  Tiszadada) یک منطقهٔ مسکونی در مجارستان است که در سابولچ-ساتمار-برگ واقع شده‌است. تیسادادا ۴۸٫۷۷ کیلومتر مربع مساحت و ۲٬۲۴۷ نفر جمعیت دارد.